# Microiulus macedonicus
Microiulus macedonicus är en mångfotingart som beskrevs av Carl Graf Attems 1927. Microiulus macedonicus ingår i släktet Microiulus och familjen kejsardubbelfotingar. Inga underarter finns listade i Catalogue of Life.